# Interceptación (hidrología)
La interceptación de la lluvia o precipitación, se denomina al volumen de agua, (expresado en mm o litros por unidad de superficie) que es atrapada por la vegetación en las hojas, ramas y tallos. Es evaporada devuelta a la atmósfera durante y después de eventos de lluvia. Va bajando de nivel de vegetación según se va deslizando el agua almacenada en las superficies por el agua que va cayendo. La interceptación en conjunto con el agua que permanece retenida en las pequeñas pozas, y la humedad del suelo (agua retenida en los poros, sin llegar a saturarla), constituyen la humidificación del suelo, y no contribuyen al escurrimiento superficial ni al subterráneo. El agua interceptada por las hojas vuelve a evaporarse, y no llega a la tierra. Esta pérdida por evaporación desde las superficies vegetales puede suponer entre el 20 y el 40 % de la lluvia, por lo que debe tenerse muy en cuenta en el cálculo de los balances hídricos, sobre todo en regiones áridas y semiáridas con precipitaciones poco abundantes.
Esta variable del ciclo hidrológico es considerada en:
- los modelos matemáticos conceptuales de lluvia - caudal.
- la determinación de la precipitación eficaz.

El mecanismo de la intercepción
El movimiento del agua a través de la vegetación se conoce como:
- Precipitación directa; lluvia que penetra en el dosel, la mayor parte llega al suelo por este mecanismo.
- Escurrimiento fustal; llega al suelo a través de tallos o ramas.

Parte de la lluvia será almacenada en la hojarasca y no alcanzará el suelo. Entre el 10 y el 40 % de la lluvia total se puede interceptar por la vegetación de un bosque. Las yerbas pueden interceptar entre el 10 y el 20 % de la lluvia. Los coníferos interceptan mayor lluvia que otros bosques. Cosechas como alfalfa y trigo pueden interceptar entre el 10 y el 35 % de la lluvia total, la soja un 9 % y maíz un 3 %. La intercepción o interceptación puede reducir la erosión del suelo.
- Datos: Q476843